# Beniarrés
Beniarrés – gmina w Hiszpanii, w prowincji Alicante, we wspólnocie autonomicznej Walencja, o powierzchni 20,21 km². W 2011 roku liczyła 1271 mieszkańców.